# Comité Paralímpico Africano
El Comité Paralímpico Africano (en inglés: African Paralympic Committee; en francés: Comité paralympique africain) es una organización internacional deportiva, cuya sede se encuentra en la ciudad de Luanda (Angola). Está compuesto por cuarenta y nueve comités paralímpicos nacionales africanos.
Fue fundado en el año de 1987 en Argelia bajo el nombre de Confederación Africana de Deportes para Deficites (en inglés: African Sports Confederation of Disabled; en francés: Confédération africaine des sports pour handicapés, ASCOD). Su sede se ubicó en El Cairo (Egipto) antes de ser transferida a Luanda.

## Miembros
| País                            | Código | Comité Paralímpico Nacional                                         |
| ------------------------------- | ------ | ------------------------------------------------------------------- |
| Sudáfrica                       | RSA    | Confederación Deportiva y Comité Olímpico Sudafricano               |
| Angola                          | ANG    | Comité Paralímpico Angoleño                                         |
| Argelia                         | ALG    | Comité Paralímpico Nacional Argelino                                |
| Benín                           | BEN    | Comité Paralímpico Nacional de Benín                                |
| Botsuana                        | BOT    | Asociación Paralímpica de Botsuana                                  |
| Burkina Faso                    | BUR    | Comité Paralímpico Nacional de Burkina Faso                         |
| Burundi                         | BDI    | Comité Paralímpico Burundés                                         |
| Cabo Verde                      | CPV    | Comité Paralímpico de Cabo Verde                                    |
| Camerún                         | CMR    | Comité Paralímpico Camerunés                                        |
| Comoras                         | CON    | Comité Paralímpico Nacional de las Comoras                          |
| Costa de Marfil                 | CIV    | Federación Marfileña de Deportes Paralímpicos                       |
| Yibuti                          | DJI    | Comité Paralímpico Nacional de Yibuti                               |
| Egipto                          | EGY    | Comité Paralímpico Egipcio                                          |
| Etiopía                         | ETH    | Comité Paralímpico Etíope                                           |
| Gabón                           | GAB    | Federación Gabonesa Polideportiva Paralímpica                       |
| Gambia                          | GAM    | Comité Paralímpico Nacional de Gambia                               |
| Ghana                           | GHA    | Comité Paralímpico Nacional de Ghana                                |
| Guinea                          | GUI    | Comité Paralímpico de Guinea                                        |
| Guinea-Bisáu                    | GBS    | Comité Paralímpico de Guinea-Bisáu                                  |
| Lesoto                          | LES    | Comité Paralímpico Nacional de Lesoto                               |
| Liberia                         | LBR    | Comité Paralímpico Nacional de Liberia                              |
| Libia                           | LBA    | Comité Paralímpico Libio                                            |
| Madagascar                      | MAD    | Comité Paralímpico de Madagascar                                    |
| Malaui                          | MAW    | Comité Paralímpico de Malaui                                        |
| Mali                            | MLI    | Comité Paralímpico Nacional de Malí                                 |
| Marruecos                       | Mar    | Real Federación Marroquí de Deportes para Personas con Discapacidad |
| Mauricio                        | MRI    | Comité Paralímpico Nacional de Mauricio                             |
| Mozambique                      | MOZ    | Comité Paralímpico de Mozambique                                    |
| Namibia                         | NAM    | Comité Paralímpico Nacional de Namibia                              |
| Níger                           | NIG    | Comité Paralímpico Nacional de Níger                                |
| Nigeria                         | NGR    | Comité Paralímpico de Nigeria                                       |
| Kenia                           | KEN    | Comité Paralímpico Nacional de Kenia                                |
| República Centroafricana        | CAF    | Comité Paralímpico Nacional Centroafricana                          |
| República Democrática del Congo | COD    | Comité Paralímpico de la República Democrática del Congo            |
| República del Congo             | CGO    | Comité Paralímpico Nacional Congoleño                               |
| Ruanda                          | RWA    | Comité Paralímpico Nacional de Ruanda                               |
| Santo Tomé y Príncipe           | STP    | Comité Paralímpico Nacional de Santo Tomé y Príncipe                |
| Seychelles                      | SEY    | Asociación Paralímpica de Seychelles                                |
| Senegal                         | SEN    | Comité Paralímpico Nacional de Senegal                              |
| Sierra Leona                    | SLE    | Comité Paralímpico de Sierra Leona                                  |
| Somalia                         | SOM    | Comité Paralímpico Somalí                                           |
| Sudán                           | SUD    | Comité Paralímpico Nacional de Sudán                                |
| Tanzania                        | TAN    | Comité Paralímpico de Tanzania                                      |
| Togo                            | TOG    | Federación Togolesa de Deportes Paralímpicos                        |
| Túnez                           | TUN    | Comité Paralímpico Tunecino                                         |
| Uganda                          | UGA    | Comité Paralímpico Nacional de Uganda                               |
| Zambia                          | ZAM    | Comité Paralímpico Nacional de Zambia                               |
| Zimbabue                        | ZIM    | Comité Paralímpico Nacional de Zimbabue                             |